# ناصره

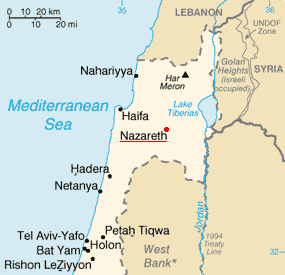
نقشه‌ای که موقعیت ناصره را در شمال اسرائیل نشان می‌دهد.

ناصره یا ناصریه (به آرامی: ܢܨܪܬ؛ به لاتین: Nazara؛ به عربی: الناصرة؛ به عبری: נָצְרַת، نازارت) بزرگ‌ترین شهر در استان شمالی اسرائیل است. این شهر مرکز تاریخی منطقه جلیل به شمار می‌رود. امروزه، ناصره را پایتخت یا مرکز عربی اسرائیل نیز می‌نامند. بیشتر جمعیت ناصره را اعراب فلسطینی تشکیل می‌دهند. در عهد جدید ناصریه به‌عنوان شهر دوران کودکی عیسی معرفی شده‌است. ناصره یکی از شهرهای زیارتی مسیحیان است که یادبودهای دینی در آن برگزار می‌شود. ناصره از سال ۱۹۲۲ تا ۱۹۴۸ در قلمرو فلسطین تحت سرپرستی بریتانیا و پیش از آن بخشی از امپراتوری عثمانی بود و بیشتر جمعیت آن را فلسطینیان مسیحی تشکیل می‌دادند. شهردار کنونی آن هم از مسیحیان فلسطینی است. در طرح تقسیم سازمان ملل در سال ۱۹۴۷، این شهر جزوی از قلمروی فلسطینیان به حساب می‌آمد. اما در طرح تقسیم ۱۹۶۷ (قبل از جنگ شش روزه)، ناصره جزوی از قلمروی اسرائیل شد.

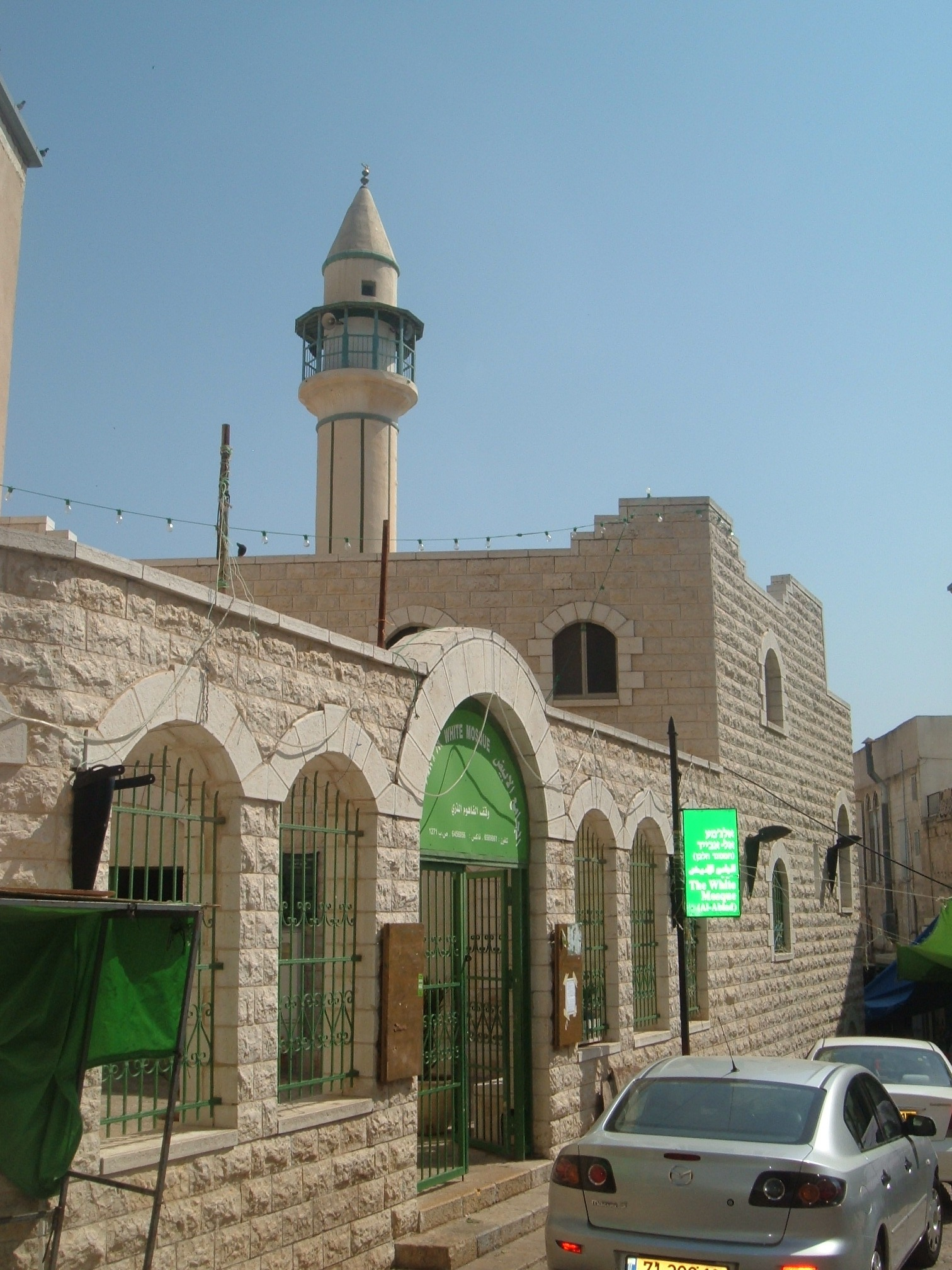
مسجد ابیض (سفید) در ناصره